# Błotnica (województwo świętokrzyskie)
Błotnica – wieś w Polsce położona w województwie świętokrzyskim, w powiecie koneckim, w gminie Stąporków.
W latach 1975–1998 miejscowość administracyjnie należała do województwa kieleckiego.
Błotnica jest punktem początkowym  zielonego szlaku rowerowego prowadzącego do Sielpii Wielkiej.
Wierni kościoła rzymskokatolickiego należą do parafii Nawiedzenia Najświętszej Maryi Panny w Czarnej.

## Części wsi
| SIMC    | Nazwa      | Rodzaj    |
| ------- | ---------- | --------- |
| 0271615 | Nowa Wieś  | część wsi |
| 0271621 | Stara Wieś | część wsi |

## Obszar ochrony uzdrowiskowej
W 2023 r. sołectwo Błotnica wraz z sołectwami: Czarna, Czarniecka Góra i Janów uzyskało na mocy Rozporządzenia Rady Ministrów status obszaru ochrony uzdrowiskowej („Obszar Ochrony Uzdrowiskowej Czarniecka Góra”).